# Mahabubnagar (Distrikt)
Der Distrikt Mahabubnagar (Telugu మహబూబ్నగర్ జిల్లా, Urdu محبوب نگر ضلع), auch Mahbubnagar, ist ein Verwaltungsdistrikt im südindischen Bundesstaat Telangana. Verwaltungssitz ist die Stadt Mahbubnagar.

## Geographie
Der Distrikt liegt im Südwesten Telanganas in der Hochebene des Dekkan. Das Distriktgebiet wird im Südwesten vom Fluss Krishna durchflossen, der einen Verlauf in Richtung Südosten nimmt.
Die angrenzenden Distrikte in Telangana sind Vikarabad im Norden, Rangareddy im Nordosten, Nagarkurnool im Südosten, Wanaparthy im Süden, sowie Narayanpet im Westen.

## Geschichte

Distrikte von Hyderabad 1951, kurz vor der Aufteilung

Distrikt Mahabubnagar 2014, nach der Bildung des Bundesstaats Telangana

Seit der Abspaltung des Staates Hyderabad vom Mogulreich im Jahr 1726 stand das Gebiet Telanganas unter der Herrschaft der Asaf-Jah-Dynastie, die hier bis zur Annexion Hyderabads durch das unabhängig gewordene Indien im Jahr 1948 herrschte. Im Jahr 1866 erfolgte eine Reform der Administration Hyderabads unter dem leitenden Minister Salar Jung I. und der Staat wurde in vier Subahs (Divisionen) eingeteilt, die wiederum in Distrikte aufgeteilt waren. Einer dieser Distrikte war der spätere Distrikt Mahabubnagar, der damals noch den Namen Nagar Kurnool trug und der Medak-Gulshanabad Subah unterstellt war. Nachdem die Distrikthauptstadt Rukmammapeta bzw. Palamooru am 4. Dezember 1890 in Mahabubnagar („Stadt des Mahabub“), nach dem 1869–1911 regierenden Nizam von Hyderabad Mir Mahabub Ali Khan (Asaf Jah VI.) umbenannt worden war, erhielt auch der Distrikt diesen Namen. Zwischen 1905 und 1956 blieben die äußeren Distriktgrenzen unverändert. 1956 wurde der Staat Hyderabad im States Reorganisation Act aufgelöst, und seine Telugu-sprachigen Anteile in den neuen Bundesstaat Andhra Pradesh eingegliedert. Mahabubnagar bildete bis 2014 einen der Distrikte von Andhra Pradesh. Beim Zensus 2011 umfasste der Distrikt eine Fläche von 18.432 km² und hatte 4.053.028 Einwohner. In Bezug auf die Fläche war er zu diesem Zeitpunkt der zweitgrößte Distrikt im noch ungeteilten Bundesstaat Andhra Pradesh und in Bezug auf die Bevölkerungszahl stand er an 9. Stelle.
2014 wurde aus zehn Distrikten Andhra Pradeshs, darunter auch Mahabubnagar der neue Bundesstaat Telangana gebildet. In Telangana wurde am 11. Oktober 2016 eine neue Distrikteinteilung umgesetzt. Dabei wurden 21 neue Distrikte geschaffen und die alten zehn Distrikte entsprechend verkleinert. Die Fläche Mahabubnagars verkleinerte sich dadurch auf 5285 km², und die Einwohnerzahl auf 1.486.777 (nach dem Zensus 2011). Eine weitere Verkleinerung erfolgte, als am 18. Februar 2019 aus den westlichen Anteilen Mahabubnagars der neue Distrikt Narayanpet gebildet wurde.

## Demografie
Bei der Volkszählung 2011 hatte der Distrikt (in den Grenzen ab 2019) 919.903 Einwohner. Die Bevölkerungsdichte lag mit 336 Einwohnern pro km² etwas über dem Durchschnitt Telanganas (312 Einwohner/km²). Das Geschlechterverhältnis wies mit 462.870 Männern auf 457.033 Frauen einen leichten Männerüberschuss auf. Die Alphabetisierungsrate entsprach mit 63,35 % (Männer 73,37 %, Frauen 53,28 %) etwa dem Durchschnitt Telanganas (66,54 %), lag aber unter der Rate Indiens (74,04 %). Der Urbanisierungsgrad lag mit 37,2 % ebenfalls etwa im Durchschnitt Telanganas (38,88 %). 129.340 Personen (14,06 % der Bevölkerung) gehörten zu den Scheduled Castes und 105.547 (11,47 %) zu den Scheduled Tribes.

## Wirtschaft

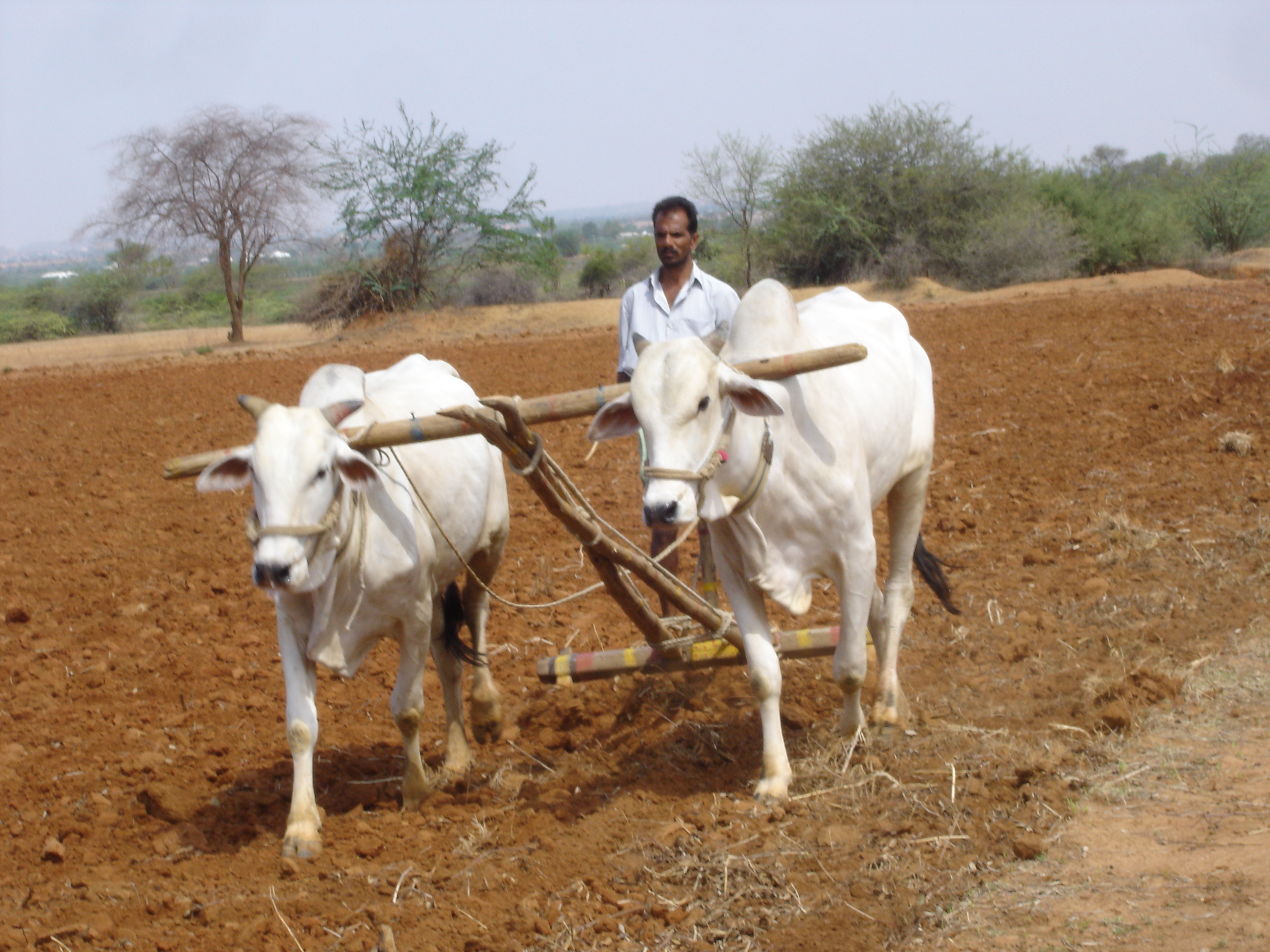
Bauer im Distrikt Mahabubnagar

Nach dem Zensus 2011 waren im Gebiet des Distrikts (in den Grenzen ab 2019) 454.252 Personen als arbeitend registriert, davon 59.049 als geringfügig beschäftigt. Die Landwirtschaft bildet die wirtschaftliche Basis. Hauptsächlich angebaut (in abnehmender Anbaufläche) wurden Mais, Baumwolle, Straucherbsen (red gram) und Sorghumhirse (Jowar).